# (21076) Kokoschka
(21076) Kokoschka – planetoida z pasa głównego asteroid okrążająca Słońce w ciągu 3 lat i 227 dni w średniej odległości 2,42 j.a. Została odkryta 12 września 1991 roku w Karl Schwarzschild Observatory w Tautenburgu przez Freimuta Börngena i Lutza Schmadela. Nazwa planetoidy pochodzi od Oskara Kokoschki (1886-1980), austriackiego malarza, poety i grafika. Przed nadaniem nazwy planetoida nosiła oznaczenie tymczasowe (21076) 1991 RG4.